# Conflito do campo
Segundo a CPT (comissão pastoral da terra) em seu relatório de 2023, na secção que expõe os conceitos trazidos e trabalhados na pesquisa publicada no mesmo ano, nos fornece a ideia de conflito do campo e como sua existência é atrelada a uma intersecionalidade de abusos e de múltiplas violências vivenciadas no meio rural. Segundo a CPT entende-se como conflito do campo as ações de resistência e enfrentamento pela posse, uso e propriedade da terra e pelo acesso aos recursos naturais, tais como: seringais, babaçuais ou castanhais, dentre outros (que garantam o direito ao extrativismo), quando envolvem posseiros, assentados, quilombolas, geraizeiros, indígenas, pequenos arrendatários, camponeses, sem-terra, seringueiros, camponeses de fundo e fecho de pasto, quebradeiras de coco babaçu, castanheiros, faxinalenses ,as ocupações/retomadas e os acampamentos também são classificados no âmbito dos conflitos por terra. A partir dessas ocorrências de violências sofridas pelos trabalhadores e trabalhadoras, esses conflitos são entendidos como ações de enfrentamento e resistências que acontecem em diferentes contextos sociais no âmbito rural envolvendo a luta por terra, agua, direitos e pelos meios de trabalho ou produção. já o economista e militante do MST João Pedro Stédile em sua obra a "questão agrária no Brasil(2005)" trás a seguinte citação se tratando da questão fundiária e o conflito do campo diz "os conflitos agrários não são casos isolados, mas consequências diretas da concentração de terra e da negação do direito à terra para trabalhadores rurais" isso sintetiza a ideia de que principalmente se tratando do Brasil um país agroexportador as relações de trabalhos existentes no meio rural, mesmo com todos os instrumentos de denuncias e acolhimento para esses trabalhadores, ainda se encontra muito insuficiente para atender sua grande dimensão geográfica. 